# The Bahamas Girl Guides Association
The Bahamas Girl Guides Association (in italiano Associazione Ragazze Guide delle Bahamas) è l'organizzazione nazionale del Guidismo nelle Bahamas. Questa conta 2.303 membri (nel 2003). Fondata nel 1915 l'associazione diventa un membro effettivo del World Association of Girl Guides and Girl Scouts (WAGGGS) nel 1975

## Programma
L'associazione è divisa in quattro branche in rapporto all'età:
- Sunflowers – dai 5 ai 6 anni
- Brownies – dai 7 ai 10
- Guides – dai 10 ai 14
- Rangers – dai 14 ai 18

### Promessa
I promise that I will do my best,

To do my duty to God,

To serve the Queen and my country,

To help other people

and to keep the Guide Law.